# Le Prisme à Idées
Le Prisme à Idées est un magazine semestriel français qui "vulgarise" le travail des chercheurs. Il fait partie des réalisations de l'association Le Prisme à Idées qui aide les jeunes scientifiques à communiquer.

## Organisation
Créé en 2007, le magazine s'organise au début autour de trois parties : Environnement, Sciences humaines et sociales, Biosciences. Chacune des parties de la revue s'intéresse à un thème différent : réchauffement climatique, écologie urbaine, maladie d'Alzheimer, nanobiotechnologies par exemple.
Les articles, interviews et reportages rédigés par des étudiants, ou des jeunes chercheurs sont tous relus par un Comité de lecture composés de chercheurs spécialisés provenant de très nombreux centres universitaires français.